# Brainstorm (gruppo musicale statunitense)
I Brainstorm sono stati un gruppo musicale statunitense attivo durante la seconda metà degli anni settanta. Il loro stile è una fusione di funk, soul, R&B e disco music.

## Storia del gruppo
Composti da nove musicisti, tra cui la cantante Belita Woods, il batterista Renell Gonsalves (figlio di Paul Gonsalves) e il bassista Lamont Johnson, i Brainstorm nacquero a Detroit nel 1976. Pubblicarono tre album, tutti prodotti e arrangiati da Jerry Peters. Il primo di questi, Stormin', contiene il singolo Lovin' Is Really My Game, che raggiunse la posizione numero 14 della classifica R&B e verrà reinterpretata da Betty Wright, Sylvester e Ann Nesby. I singoli successivi non ebbero altrettanto successo.

## Formazione
- Belita Woods – voce
- Trenita Womack – voce, percussioni
- Renell Gonsales – batteria
- Charles Overton – sassofono
- Jeryl Bright – voce, trombone
- Larry Sims – tromba
- Gerald Kent – chitarra
- Lamont Johnson – voce, basso
- Willie Wooten – vibrafono

## Discografia

### Album in studio
- 1977 – Stormin'
- 1978 – Journey to the Light
- 1979 – Funky Entertainment